# Lucius Valerius Flaccus (Kr. e. 195)
Lucius Valerius Flaccus (?–Kr. e. 180) római politikus, hadvezér, az előkelő Valeria gens tagja volt.
Kr. e. 201-ben aedilis curulis volt, majd Kr. e. 202-ben praetorrá választották, és Szicília irányítását bízták rá. Kr. e. 195-ben consul volt az idősebb Cato kollégájaként, és ugyanebben az évben a pontifexi kollégium tagjává vált Marcus Cornelius Cethegus helyén. Hivatali évében a boik ellen harcolt a Pó-síkságon, és a nyár folyamán súlyos vereséget mért rájuk: mintegy nyolcezer ellenséges katona elesett, a maradék szétszóródott. Az év hátralevő részét a háborús pusztítások orvoslásával töltötte Cremona és Placentia városában. A következő évben proconsulként a térségben maradt, és Mediolanum mellett döntő győzelmet aratott a Pón korábban Dorulacus vezetésével átkelt insuberek, gallok és boik felett. A források tízezres veszteségeket tulajdonítanak a barbároknak.
Kr. e. 191-ben consulviselt létére Manius Acilius Glabrio alatt szolgált legatusként a római–szeleukida háborúban. Egyik feladata az volt, hogy kétezer válogatott katonájával megszállja a thesszáliai Rhoduntia és Tichius erődjét. V. Philipposz hadserege tévedésből túlzottan megközelítette a római állásokat, amit észrevéve pánikszerű menekülésbe kezdett, Flaccus hadai pedig komoly pusztítást vittek végbe a makedónok körében. Kr. e. 184-ben régi kollégájával, Catóval közösen volt censor, ugyanakkor princeps senatusszá is megválasztották.